# Sindaci di Sorrento
Elenco dei sindaci, podestà e commissari di Sorrento in ordine cronologico dal 1861, ad oggi.

## Regno d'Italia (1861-1946)
I primi cittadini di Sorrento durante il Regno d'Italia, dalla sua proclamazione sino alla sua dissoluzione.
| n. | N. | Sindaco        | Sindaco                                      | Periodo   |
| -- | -- | -------------- | -------------------------------------------- | --------- |
| 1  | 23 |                | Antonino Annuvola                            | 1861-1862 |
| 2  | -  |                | Ettore Cicalese                              | 1863-1864 |
| -3 | -  |                | Tommaso Galano                               | 1864-1869 |
| -4 | -  |                | Ettore Cicalese                              | 1869-1870 |
| 5  |    |                | Antonino Fiorentino                          | 1870-1871 |
| -6 | -  |                | Salvatore Gargiulo                           | 1971-1872 |
| -7 | -  |                | Michele Maresca                              | 1873-1876 |
| 8  |    |                | Tommaso Galano                               | 1876-1882 |
| 9  | -  |                | Luigi De Maio                                | 1882-1898 |
| 10 |    |                | Giuseppe Gargiulo                            | 1899-1900 |
| 11 | -  |                | Guglielmo Tramontano                         | 1900-1909 |
| 12 |    |                | Antonino Cariello                            | 1909-1913 |
| 13 |    |                | Lelio Cappiello                              | 1914-1917 |
| 14 |    |                | Lelio Cappiello                              | 1920-1923 |
| 15 |    |                | Lelio Cappiello                              | 1924-1925 |
| 16 |    | Regno d'Italia | Giovanni Maresca di Serracapriola - PODESTA' | 1928-1929 |
| 17 |    | Regno d'Italia | Giulio Merolla - PODESTA'                    | 1931-1932 |
| 18 |    | Regno d'Italia | Francesco Garzilli - PODESTA'                | 1933-1934 |
| 19 | -  | Regno d'Italia | Placido De Sangro - PODESTA'                 | 1936-1938 |
| 20 |    | Regno d'Italia | Giovanni Cariello - PODESTA'                 | 1940-1941 |
| 21 |    | Regno d'Italia | Giorgio Viterbo - PODESTA'                   | 1941-1943 |
| 22 |    |                | Francesco De Angelis                         | 1944-1946 |

## Repubblica Italiana (dal 1946)
Sindaci eletti dal Consiglio comunale (1946-1995)
| Periodo        | Periodo          | Primo cittadino           | Partito                                          | Carica  | Note  |
| -------------- | ---------------- | ------------------------- | ------------------------------------------------ | ------- | ----- |
| 1946           | 1958             | Agostino Schisano         | Democrazia Cristiana                             | Sindaco |       |
| 1958           | 1963             | Carlo Di Leva             | Democrazia Cristiana                             | Sindaco |       |
| 1964           | 1968             | Gioacchino Lauro          | Partito Democratico Italiano di Unità Monarchica | Sindaco |       |
| 1968           | 1970             | Raffaele Cesaro           | Partito Democratico Italiano di Unità Monarchica | Sindaco | [ 3 ] |
| 1970           | 1975             | Achille Lauro             | Partito Democratico Italiano di Unità Monarchica | Sindaco | [ 3 ] |
| 1975           | 1977             | Ennio Barbato             | Democrazia Cristiana                             | Sindaco | [ 3 ] |
| 1977           | 1978             | Alfonso Astarita          | Democrazia Cristiana                             | Sindaco | [ 3 ] |
| 1978           | 1984             | Antonino Cuomo            | Democrazia Cristiana                             | Sindaco | [ 3 ] |
| 1984           | 1986             | Alfonso Astarita          | Democrazia Cristiana                             | Sindaco | [ 3 ] |
| 1986           | 1989             | Gennaro Astarita          | Democrazia Cristiana                             | Sindaco | [ 3 ] |
| 1989           | 1990             | Alfonso Astarita          | Democrazia Cristiana                             | Sindaco | [ 3 ] |
| 1990           | 1993             | Francesco Saverio Maresca | Democrazia Cristiana                             | Sindaco | [ 3 ] |
| 23 aprile 1993 | 19 novembre 1995 | Marco Fiorentino          | Democrazia Cristiana / Forza Italia              | Sindaco | [ 3 ] |

Sindaci ad elezione diretta (dal 1995)
| Periodo          | Periodo        | Primo cittadino  | Partito                 | Carica                  | Note |
| ---------------- | -------------- | ---------------- | ----------------------- | ----------------------- | ---- |
| 19 novembre 1995 | 16 aprile 2000 | Ferdinando Pinto | L'Ulivo                 | Sindaco                 |      |
| 16 aprile 2000   | 3 aprile 2005  | Marco Fiorentino | Forza Italia            | Sindaco                 |      |
| 3 aprile 2005    | 28 marzo 2010  | Marco Fiorentino | Forza Italia            | Sindaco                 |      |
| 28 maggio 2010   | 31 maggio 2015 | Giuseppe Cuomo   | Il Popolo della Libertà | Sindaco                 |      |
| 31 maggio 2015   | 5 ottobre 2020 | Giuseppe Cuomo   | Forza Italia / Lega     | Sindaco                 |      |
| 5 ottobre 2020   | 28 maggio 2025 | Massimo Coppola  | PD-Lista civica         | Sindaco                 |      |
| 28 maggio 2025   | in carica      | Rosalba Scialla  |                         | Commissario prefettizio |      |